# (19596) Spegorlarson
(19596) Spegorlarson (1999 NX31) – planetoida z pasa głównego asteroid okrążająca Słońce w ciągu 4,02 lat w średniej odległości 2,53 j.a. Odkryta 14 lipca 1999 roku.